# Nationaal park Pollino
Het Nationaal park Pollino (Italiaans: Parco nazionale del Pollino) is een nationaal park in de regio's Basilicata en Calabria. Samen met de provincies Cosenza, Matera en Potenza is dit park met 1820 vierkante kilometers het grootste nationaal park van Italië. De naam is afkomstig van het gelijknamige gebergte Pollino.
Het park werd in 1992 opgericht en bevat zowel natuurlijke als archeologische bezienswaardigheden. Het symbool van het park is de Bosnische den. Dit natuurgebied is de enige plek in Italië waar de Bosnische den nog groeit. Het beukenbos van Cozzo Ferriero maakt sinds 2017 (en het bos Pollinello sinds 2021) deel uit van het Unesco-Werelderfgoed Oude en voorhistorische beukenbossen van de Karpaten en andere regio's van Europa. Plaatsen met interessante bezienswaardigheden gelegen in dit park zijn Rotonda, Castrovillari, Morano Calabro, Laino Castello, Mormanno, Scalea, Papasidero, Civita en Cerchiara di Calabria. Albanees sprekende gemeenschappen zijn te vinden in San Paolo Albanese, San Costantino Albanese en vele anderen.
Rivieren en beken in dit gebied zijn de Lao, Sinni, Coscile en Raganello. Er zijn verscheidene soorten bomen en dieren te vinden in dit park. Belangrijke boomsoorten die in het park gevonden kunnen worden zijn onder andere de gewone zilverspar, de beuk, de Bosnische en zwarte den en de venijnboom. Diersoorten die aangetroffen kunnen worden zijn de steenarend, Europese wolf, ree, zwarte specht, slechtvalk, rode wouw, lannervalk, bosslaapmuis, aasgier en de otter.

## Afbeeldingen

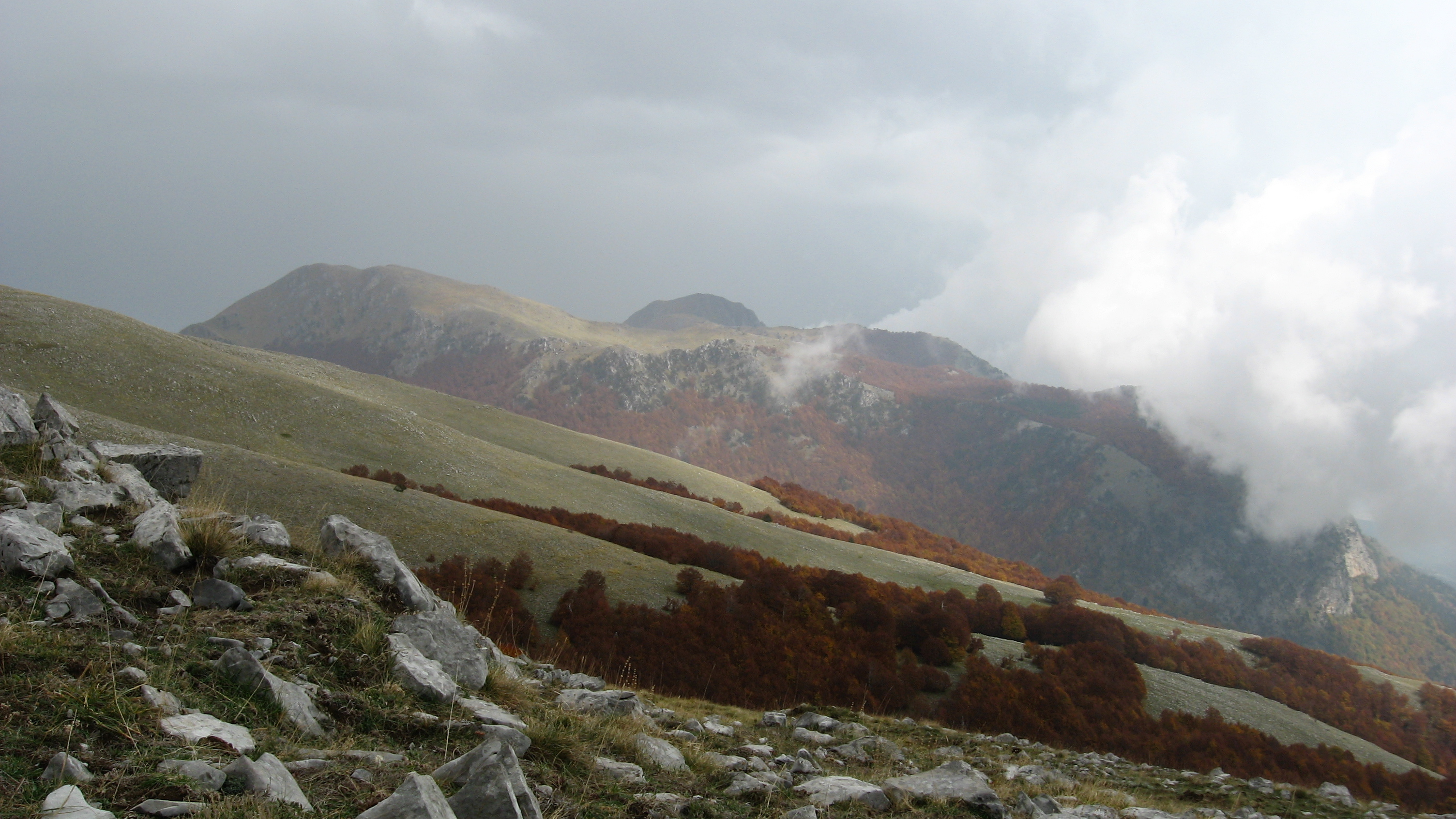
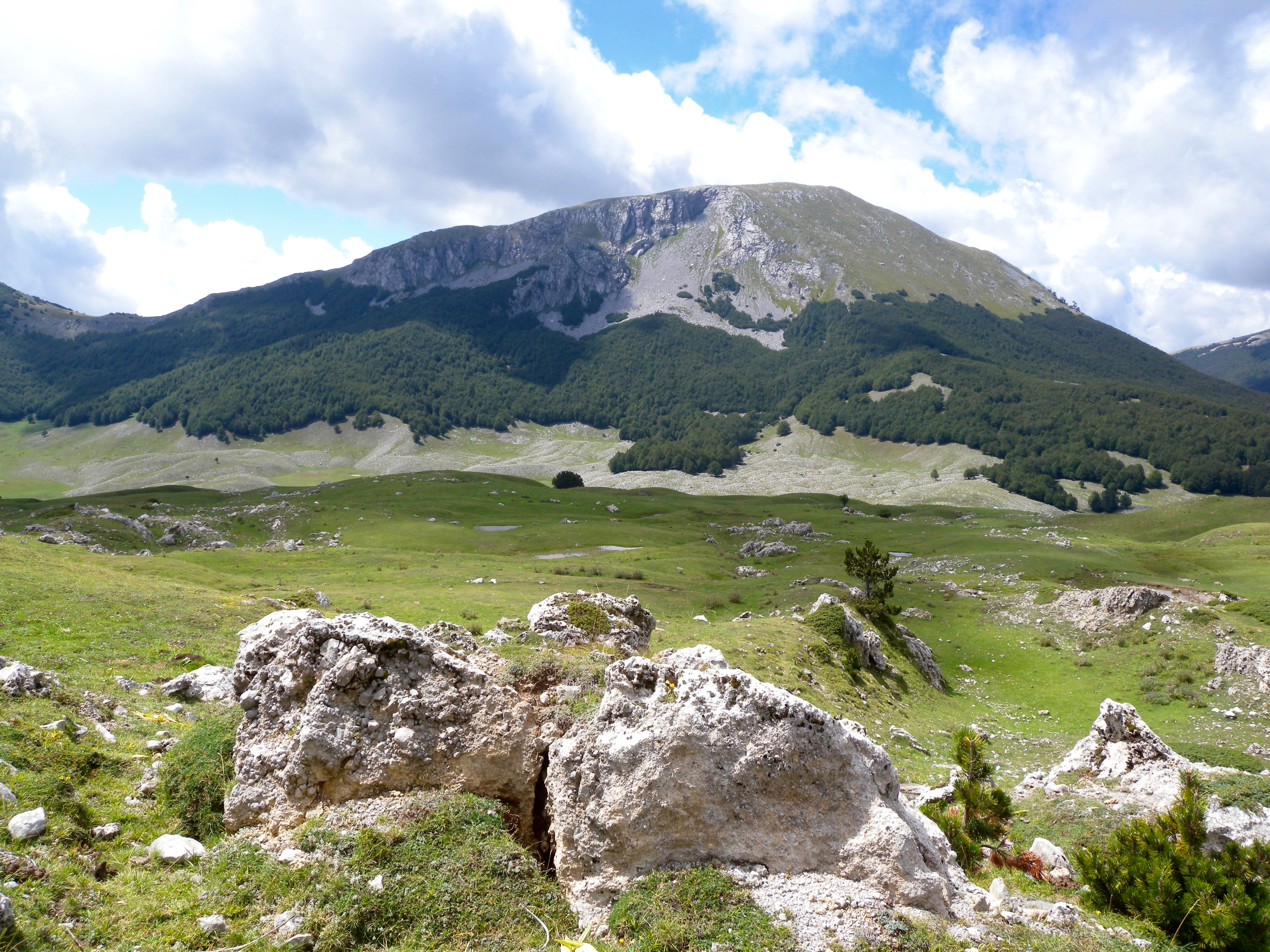
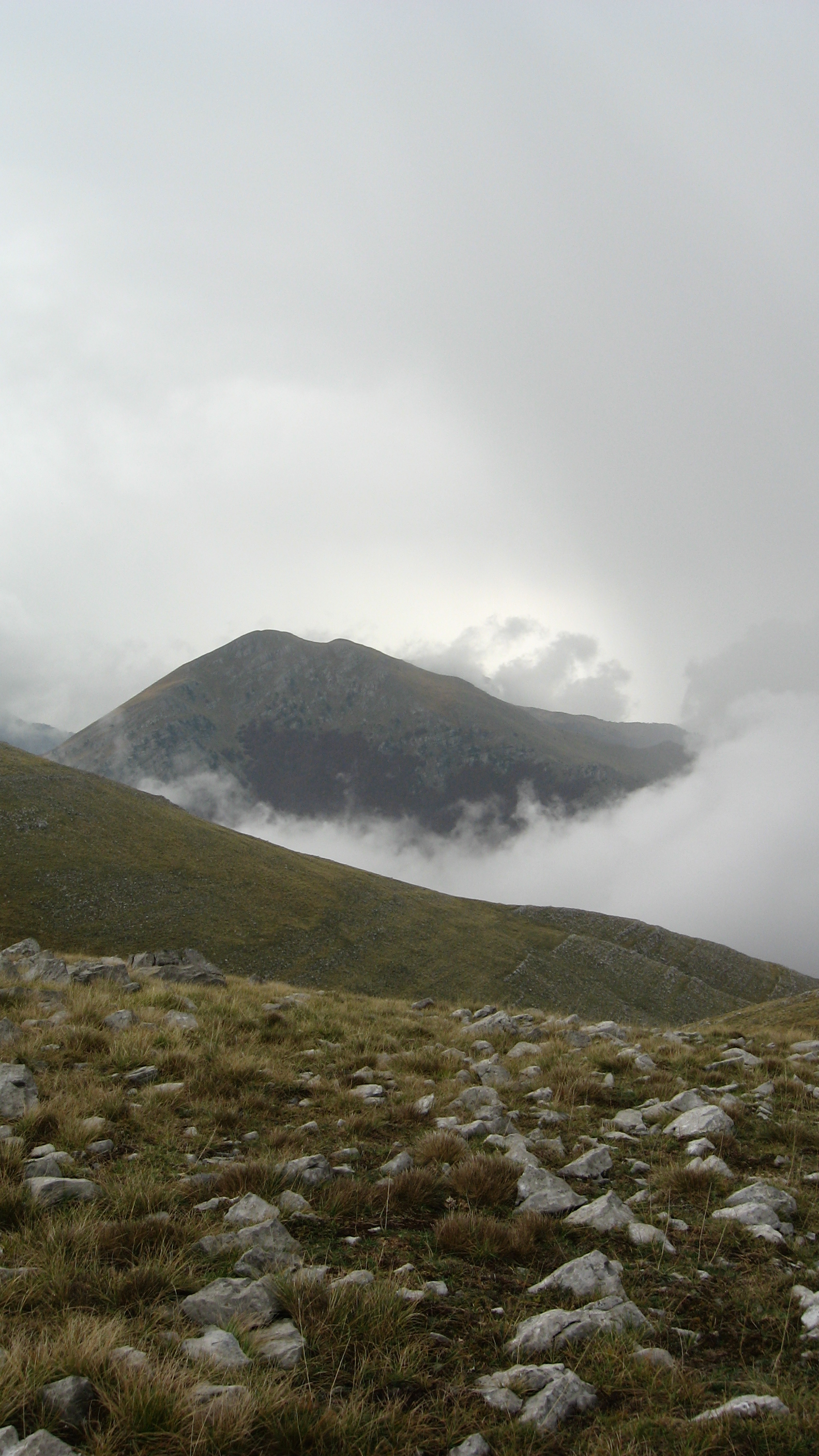
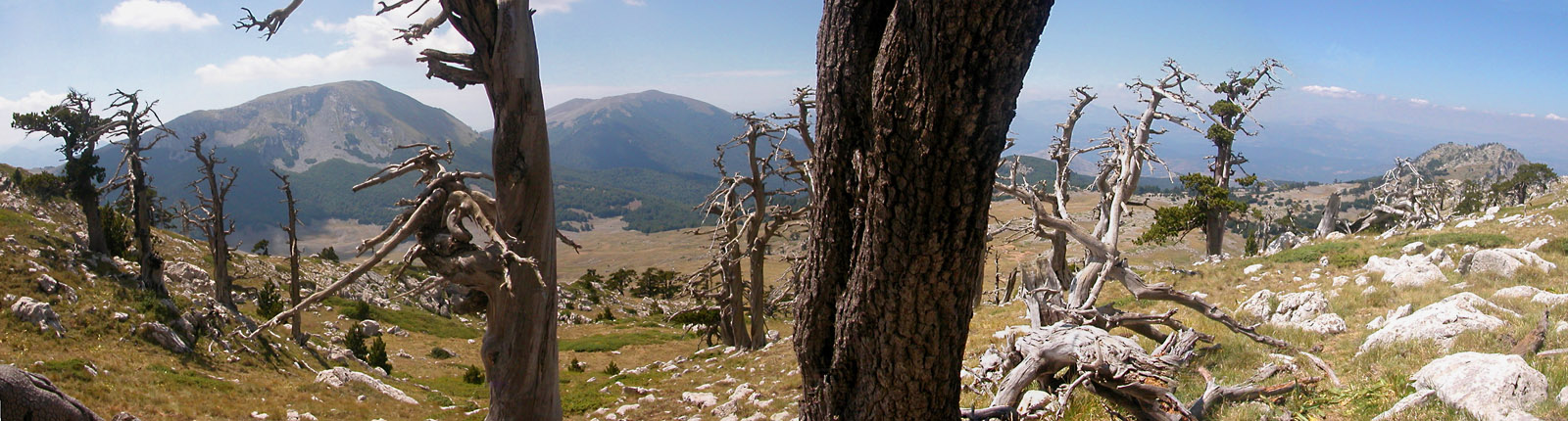
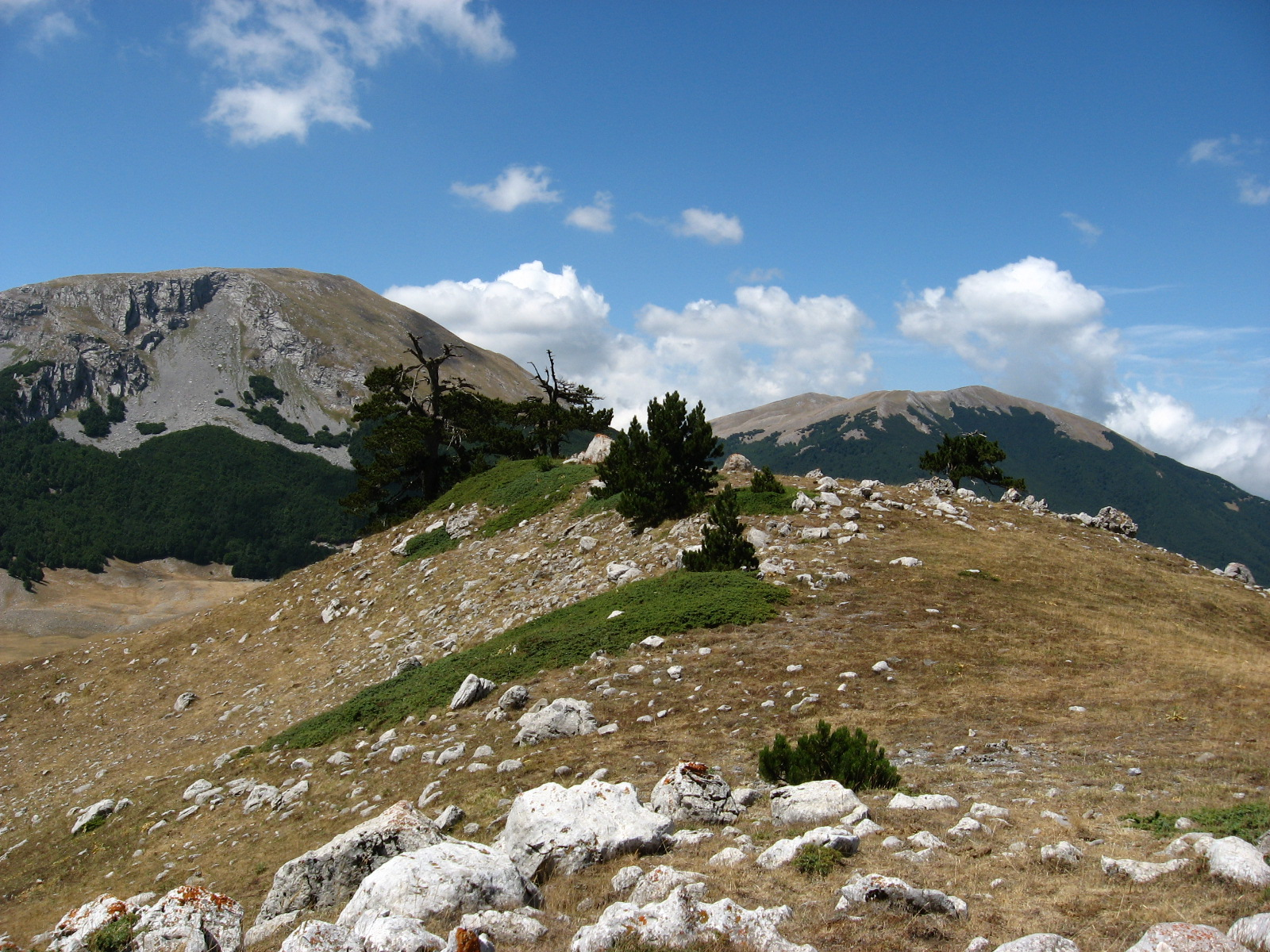
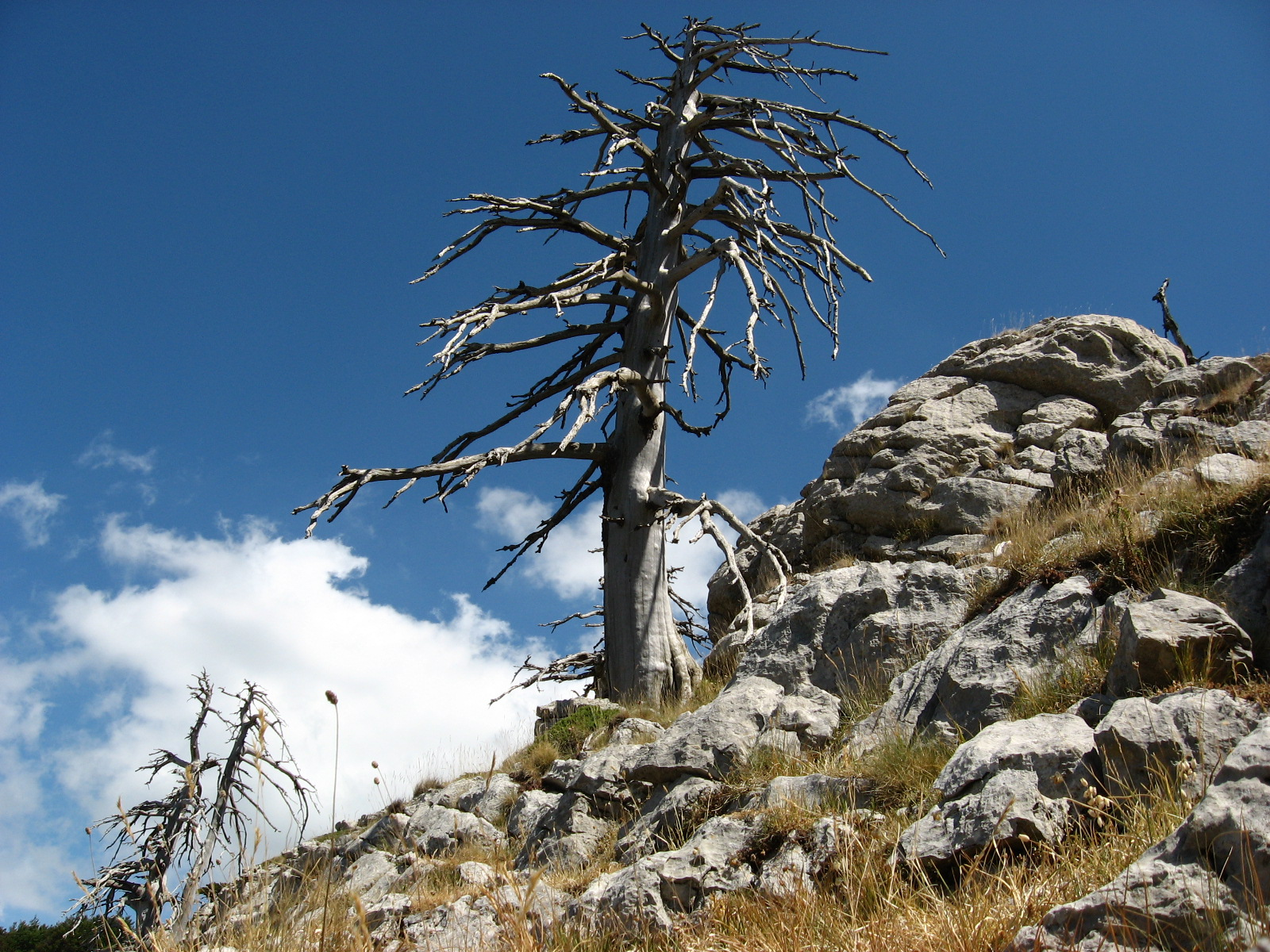
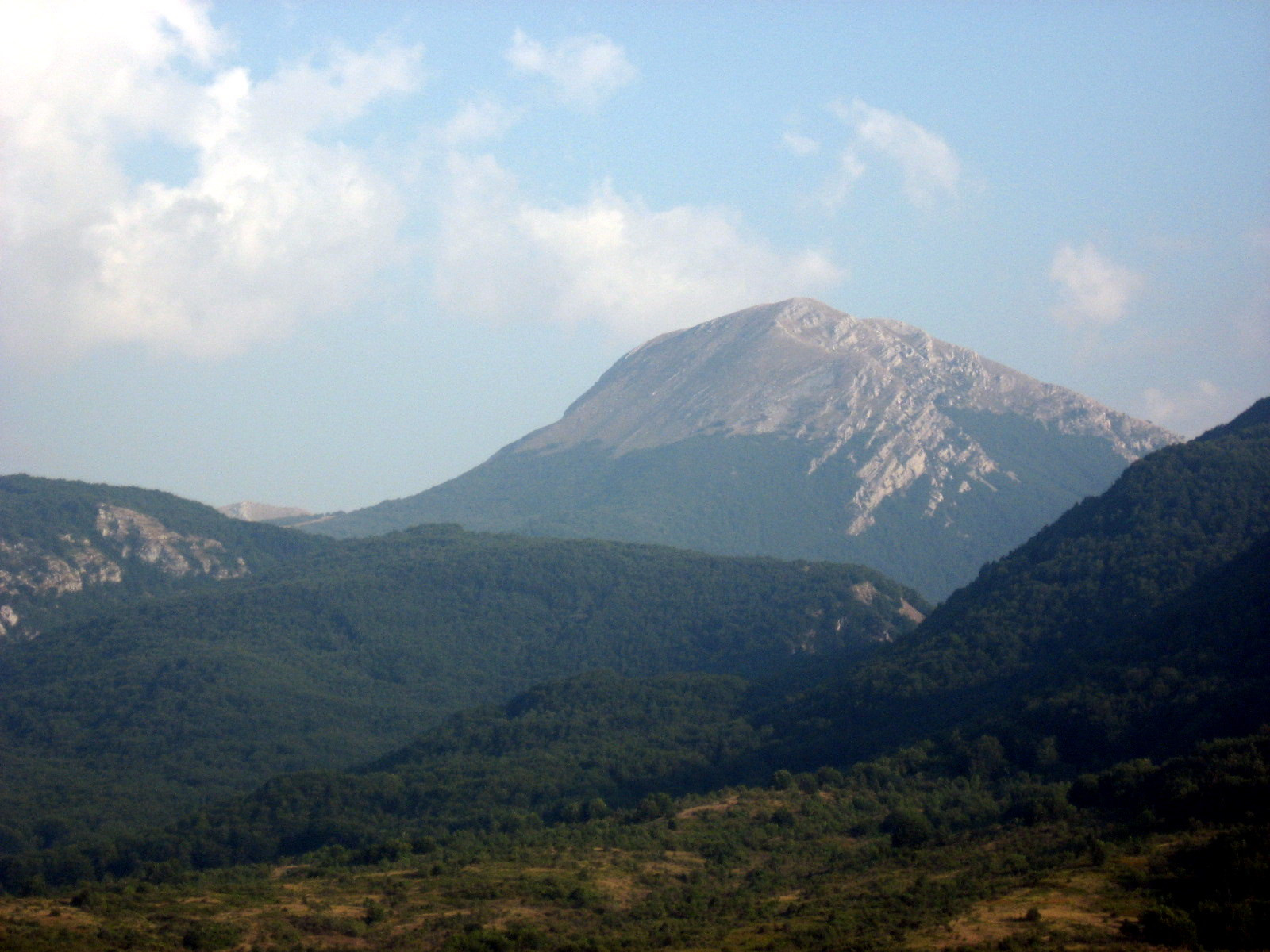